# Lloyd Haynes
Pour les articles homonymes, voir Haynes.
Samuel Lloyd Haynes (19 septembre 1934 – 31 décembre 1986) est un acteur et scénariste de télévision américain, connu surtout pour son rôle de Mr Pete Dixon dans la série Room 222.

## Biographie
Lloyd Haynes sert dans les Marines de 1952 à 1964 et participe à la guerre de Corée. Après sa carrière militaire, il étudie le théâtre à Los Angeles. Sa carrière cinématographique inclut des rôles dans Police sur la ville (1968), Destination Zebra, station polaire (1968), Assault on the Wayne (1971), Qu'est-il arrivé au bébé de Rosemary ?, The Greatest et Le Commando des tigres noirs (1978). Haynes est également apparu dans un certain nombre de séries télévisées, tels que Batman, le second pilote de la série Star Trek intitulé Où l'homme dépasse l'homme (1966), la mini-série 79 Park Avenue (en) ou encore dans Dynastie saison 1 (1981).
Pour son rôle de professeur d'Histoire dans la série Room 222, Lloyd Haynes sera nommé aux Emmys et aux Golden Globes en 1970.
Le 31 décembre 1986, il meurt à l'âge de 52 ans des suites d'un cancer du poumon. Il est inhumé au Eternal Hills Memorial Park d'Oceanside en Californie. Selon sa pierre tombale, il est mort le 1er janvier 1987.

## Vie personnelle
Haynes a été un pilote accompli d'avion léger et a développé un programme pour encourager et former les minorités dans l'aviation.
Marié à Alice Elizabeth Ellis le 5 août 1961, il divorce en 1970. L'année suivante, en juin 1971, il épouse Saundra Burge, mais divorce dès décembre 1973. Après dix ans de célibat, Haynes épouse, en mars 1983, Carolyn Inglis, sa troisième femme, avec qui il aurait une fille, Jessica.

## Filmographie sélective
- 1968 : Police sur la ville (Madigan) : Sam Woodley
- 1968 : Destination Zebra, station polaire (Ice Station Zebra) : Webson
- 1969 : The Mad Room : Dr. Marion Kincaid
- 1971 : Assault on the Wayne : Lieutenant Dave Burston
- 1976 : Qu'est-il arrivé au bébé de Rosemary ? (Look What's Happened to Rosemary's Baby) : Laykin
- 1977 : The Greatest : Herbert Muhammad
- 1978 : Le Commando des tigres noirs (Good Guys Wear Black) : Murray Saunders